# Spiel im Morgengrauen (1974)
Spiel im Morgengrauen ist ein französischer Fernsehfilm von Marcel Cravenne aus dem Jahr 1974 nach einer Novelle von Arthur Schnitzler.

## Handlung
In einem Hotel findet man den Leutnant Kasda tot auf seinem Bett vor. In einer Rückblende erzählt der Film, wieso Kasda sich erschossen hat.
Leutnant Kasda wird von einem ehemaligen Kameraden, der wegen Spielschulden seinen Abschied von der Armee nehmen musste, aufgesucht und um Hilfe gebeten. Um wieder einmal Spielschulden zu bezahlen, hat er 1000 Gulden aus der Kasse seines Arbeitgebers genommen, die er wegen einer angekündigten Revision schnell ersetzen muss. Kasda hat zwar selbst kein Geld, macht aber den Vorschlug, zusammen nach Baden zu fahren, um dort beim Kartenspiel das nötige Geld zu gewinnen. Er gewinnt zwar die Summe, da er aber den Kameraden nicht im Hotel antrifft, setzt er das Geld bei weiteren Spielen ein, bis er alles wieder verloren und sich zudem bei seinem Gegenspieler, Konsul Schnabel, hoch verschuldet hat. In seiner Verzweiflung bittet er seinen Onkel Robert Wilram um Hilfe, scheinbar vergeblich, denn der Onkel lässt auf sich warten. Schließlich erinnert er sich an eine Frau, mit der er früher einmal eine flüchtige Affäre hatte, und die inzwischen eine reiche Geschäftsfrau geworden ist. Sie zögert zunächst, verbringt dann eine Nacht mit ihm und überlässt ihm am Morgen 1000 Gulden anstatt der erhofften 11.000, mit der Erklärung, er habe sie nach einer Liebesnacht, als er ihr 10 Gulden gegeben hat, wie eine Hure behandelt. Am nächsten Morgen findet man Kasda tot auf seinem Bett vor, er hat sich in seiner Verzweiflung erschossen.

## Produktion und Veröffentlichung
Vorlage für das Drehbuch war die Erzählung Spiel im Morgengrauen (1926/27)
von Arthur Schnitzler in der französischen Übersetzung von Dominique Auclères (1898–1981). Das Drehbuch von Jean-Pierre Burgart (* 1933) entstand in Zusammenarbeit mit Auclères. Auclères war bei fast bei allen Drehbüchern von Schnitzler-Verfilmungen des französischen Fernsehens ab Ende der 1960er Jahre als Mitautorin oder Beraterin beteiligt, wobei allerdings ihre Fassungen der Schnitzlerschen Texte in der Literaturwissenschaft umstritten sind.
Produziert wurde der Film von Schönbrunn-Film Wien für ORF, O.R.T.F., ZDF.
Die Premiere und einzige Ausstrahlung des Films im französischen Fernsehen fand am 2. März 1974 über O.R.T.F. statt, in Österreich am 5. Mai 1974 in ORF FS 1 und am 20. November 1974 im ZDF.

## Kritik
In Frankreich wurde die Verfilmung von Schnitzlers Erzählung als wenig überzeugend gewertet. Das Urteil des Filmjournalisten und späteren Marketing-Direktors von Gaumont Film, Thierry Fontaine, fällt recht hart aus. In Télérama, einem französischen Kulturmagazin, schreibt er: „Diese Geschichte einer Spielschuld hätte eine andere [Fassung] verdient. Man folgt ihr ohne Langeweile, aber auch ohne besondere Anteilnahme. Keine […] Szene überrascht den Zuschauer, der dem Regisseur immer einen Schritt voraus ist. Zudem lassen ihn gewisse grobe Schnitzer zusammenschrecken: unnütze Rückblenden, Zoom auf die Kirchturmuhr, um zu zeigen, was die Stunde geschlagen hat. Also muß man sich an die Darsteller halten [...]“, und er lobt das Spiel von Isabelle Weingarten, den Charme von Danièle Lebrun und den undurchdringlichen Georges Wilson.
Als fundamentaler Fehler der Inszenierung gilt, dass Cravenne die Schlussszene der Erzählung, in der Kasda plötzlich klar wird, wieso er mit 1000 Kronen abgespeist wird, an den Anfang des Films gesetzt und dem Film damit jedes Überraschungsmoment genommen habe.